# Saison 15 de RuPaul's Drag Race
La quinzième saison de RuPaul's Drag Race est diffusée pour la première fois sur MTV le 6 janvier 2023.
Le casting est composé de seize nouvelles candidates et est dévoilé le 13 décembre 2022 lors d'un live YouTube présenté par Willow Pill, gagnante de la saison précédente, et sur les réseaux sociaux.
La gagnante de la quinzième saison reçoit un an d'approvisionnement de maquillage chez Anastasia Beverly Hills et 200 000 dollars américains.
La gagnante de la quinzième saison de RuPaul's Drag Race est Sasha Colby, avec Anetra comme seconde.

## Production
L'appel au casting de la saison est annoncé sur les réseaux sociaux du 1er novembre 2021 au 7 janvier 2022, jour de diffusion du premier épisode de la quatorzième saison. Le 15 août 2022, l'émission est officiellement renouvelée pour sa quinzième saison. La saison contient notamment le deux-centième épisode de l'émission.
En décembre 2022, la date de diffusion des deux premiers épisodes et le changement de chaîne de diffusion de l'émission vers MTV est annoncé. Le 13 décembre 2022, le casting est annoncé par Willow par Willow Pill, gagnante de la saison précédente, avec seize candidates participantes, nombre record de l'émission. Le thème des images promotionnelles, la course automobile, est un hommage à la première saison de l'émission.
L'émission reçoit une vive réaction de ses admirateurs à la suite de la diffusion des épisodes suivant les deux premiers : en effet, la durée des épisodes est raccourcie de soixante à quarante minutes, une durée qui n'avait plus été utilisée par l'émission depuis la neuvième saison. De plus, l'émission The Real Friends of WeHo est diffusée entre l'épisode et le Untucked (épisode montrant les coulisses de l'émission) de la semaine. Le 9 février 2023, il est annoncé que les épisodes suivant celui du 10 mars retrouveraient une durée de soixante minutes, et ce jusqu'à la fin de la saison. Le 9 août 2023, l'entièreté des épisodes rallongés est rendue disponible sur Paramount+ aux États-Unis et sur WOW Presents Plus à l'international.

## Candidates
(Les noms et âges donnés sont ceux annoncés au moment de la compétition.)
| Candidate                | Âge | Résidence                   | Classement        |
| ------------------------ | --- | --------------------------- | ----------------- |
| Sasha Colby              | 37  | Los Angeles, Californie     | Gagnante          |
| Anetra                   | 25  | Las Vegas, Nevada           | Seconde           |
| Luxx Noir London         | 22  | East Orange, New Jersey     | 3e place 4e place |
| Mistress Isabelle Brooks | 24  | Houston, Texas              | 3e place 4e place |
| Loosey LaDuca            | 32  | Ansonia, Connecticut        | 5e place          |
| Salina EsTitties         | 31  | Los Angeles, Californie     | 6e place          |
| Marcia Marcia Marcia     | 25  | New York, État de New York  | 7e place          |
| Malaysia Babydoll Foxx   | 32  | Miami, Floride              | 8e place          |
| Spice                    | 23  | Los Angeles, Californie     | 9e place          |
| Jax                      | 25  | New York, État de New York  | 10e place         |
| Aura Mayari              | 30  | Nashville, Tennessee        | 11e place         |
| Robin Fierce             | 26  | Hartford, Connecticut       | 12e place         |
| Amethyst                 | 27  | Hartford, Connecticut       | 13e place         |
| Sugar                    | 23  | Los Angeles, Californie     | 14e place         |
| Princess Poppy           | 26  | San Francisco, Californie   | 15e place         |
| Irene Dubois             | 29  | Seattle, État de Washington | 16e place         |

## Progression des candidates
|                          | Épisode | Épisode | Épisode | Épisode | Épisode | Épisode | Épisode | Épisode | Épisode | Épisode | Épisode | Épisode | Épisode | Épisode | Épisode | Épisode        |
| 1                        | 2       | 3       | 4       | 5       | 6       | 7       | 8       | 9       | 10      | 11      | 12      | 13      | 14      | 15      | 16      |                |
| ------------------------ | ------- | ------- | ------- | ------- | ------- | ------- | ------- | ------- | ------- | ------- | ------- | ------- | ------- | ------- | ------- | -------------- |
| Sasha Colby              | IN      | SAFE    | WIN     | SAFE    | HIGH    | HIGH    | SAFE    | SAFE    | WIN     | WIN     | LOW     | HIGH    | HIGH    | WIN     | INVITÉE | GAGNANTE       |
| Anetra                   | IN      | WIN     | SAFE    | SAFE    | SAFE    | LOW     | HIGH    | SAFE    | HIGH    | SAFE    | BTM2    | WIN     | WIN     | BTM2    | INVITÉE | SECONDE        |
| Luxx Noir London         | IN      | SAFE    | HIGH    | SAFE    | WIN     | SAFE    | SAFE    | SAFE    | SAFE    | HIGH    | WIN     | HIGH    | BTM2    | HIGH    | INVITÉE | ÉLIMINÉE       |
| Mistress Isabelle Brooks | IN      | SAFE    | SAFE    | HIGH    | SAFE    | HIGH    | WIN     | SAFE    | HIGH    | LOW     | HIGH    | HIGH    | HIGH    | BTM2    | INVITÉE | ÉLIMINÉE       |
| Loosey LaDuca            | IN      | LOW     | HIGH    | WIN     | SAFE    | SAFE    | SAFE    | SAFE    | LOW     | HIGH    | WIN     | BTM2    | ELIM    |         | INVITÉE | INVITÉE        |
| Salina EsTitties         | IN      | SAFE    | SAFE    | SAFE    | BTM2    | SAFE    | SAFE    | SAFE    | BTM2    | BTM2    | HIGH    | ELIM    |         |         | GBA     | INVITÉE        |
| Marcia Marcia Marcia     | IN      | HIGH    | SAFE    | HIGH    | SAFE    | SAFE    | HIGH    | SAFE    | SAFE    | SAFE    | ELIM    |         |         |         | INVITÉE | INVITÉE        |
| Malaysia Babydoll Foxx   | IN      | SAFE    | SAFE    | SAFE    | HIGH    | SAFE    | HIGH    | SAFE    | SAFE    | ELIM    |         |         |         |         | INVITÉE | MISS SYMPATHIE |
| Spice                    | IN      | SAFE    | SAFE    | BTM2    | SAFE    | SAFE    | LOW     | SAFE    | ELIM    |         |         |         |         |         | INVITÉE | INVITÉE        |
| Jax                      | IN      | HIGH    | LOW     | SAFE    | LOW     | BTM2    | BTM2    | ELIM    |         |         |         |         |         |         | INVITÉE | INVITÉE        |
| Aura Mayari              | IN      | SAFE    | SAFE    | LOW     | SAFE    | WIN     | ELIM    |         |         |         |         |         |         |         | INVITÉE | INVITÉE        |
| Robin Fierce             | IN      | SAFE    | SAFE    | SAFE    | HIGH    | ELIM    |         |         |         |         |         |         |         |         | INVITÉE | INVITÉE        |
| Amethyst                 | IN      | BTM2    | BTM2    | SAFE    | ELIM    |         |         |         |         |         |         |         |         |         | INVITÉE | INVITÉE        |
| Sugar                    | IN      | SAFE    | SAFE    | ELIM    |         |         |         |         |         |         |         |         |         |         | INVITÉE | INVITÉE        |
| Princess Poppy           | IN      | SAFE    | ELIM    |         |         |         |         |         |         |         |         |         |         |         | INVITÉE | INVITÉE        |
| Irene Dubois             | IN      | ELIM    |         |         |         |         |         |         |         |         |         |         |         |         | INVITÉE | INVITÉE        |

 La candidate a gagné RuPaul's Drag Race.
 La candidate est arrivée seconde.
 La candidate a été éliminée lors de la finale.
 La candidate a été élue Miss Sympathie.
 La candidate a reçu le Golden Boot Award pour avoir porté la pire tenue de la saison.
 La candidate a intégré la compétition.
 La candidate a gagné le défi.
 La candidate a reçu des critiques positives des juges et a été déclarée sauve.
 La candidate a été déclarée sauve.
 La candidate a été déclarée sauve par l'une de ses rivales lors du tournoi de lip-sync.
 La candidate a reçu des critiques négatives des juges mais a été déclarée sauve.
 La candidate a été en danger d'élimination.
 La candidate a été éliminée.

## Lip-syncs
| Épisode | Candidate                           | vs.                                 | Candidate                           | Chanson                          | Artiste                          | Candidate éliminée       |
| ------- | ----------------------------------- | ----------------------------------- | ----------------------------------- | -------------------------------- | -------------------------------- | ------------------------ |
| 2       | Amethyst                            | vs.                                 | Irene Dubois                        | 7 Rings                          | Ariana Grande                    | Irene Dubois             |
| 3       | Amethyst                            | vs.                                 | Princess Poppy                      | Ain't No Mountain High Enough    | Diana Ross                       | Princess Poppy           |
| 4       | Spice                               | vs.                                 | Sugar                               | You Better Run                   | Pat Benatar                      | Sugar                    |
| 5       | Amethyst                            | vs.                                 | Salina EsTitties                    | Q.U.E.E.N                        | Janelle Monáe                    | Amethyst                 |
| 6       | Jax                                 | vs.                                 | Robin Fierce                        | In Your Room                     | The Bangles                      | Robin Fierce             |
| 7       | Aura Mayari                         | vs.                                 | Jax                                 | Sweetest Pie                     | Megan Thee Stallion ft. Dua Lipa | Aura Mayari              |
| Épisode | Candidate                           | vs.                                 | Candidate                           | Chanson                          | Artiste                          | Gagnante                 |
| 8       | Malaysia Babydoll Foxx              | vs.                                 | Marcia Marcia Marcia                | Boys Don't Cry                   | Anitta                           | Marcia Marcia Marcia     |
| 8       | Loosey LaDuca                       | vs.                                 | Spice                               | Do You Wanna Touch Me            | Joan Jett                        | Loosey LaDuca            |
| 8       | Luxx Noir London                    | vs.                                 | Salina EsTitties                    | It's All Coming Back to Me Now   | Céline Dion                      | Salina EsTitties         |
| 8       | Jax                                 | vs.                                 | Mistress Isabelle Brooks            | Tell It To My Heart              | Taylor Dayne                     | Mistress Isabelle Brooks |
| 8       | Anetra                              | vs.                                 | Sasha Colby                         | I'm In Love With a Monster       | Fifth Harmony                    | Sasha Colby              |
| 8       | Malaysia Babydoll Foxx              | vs.                                 | Spice                               | Don't Go Yet                     | Camila Cabello                   | Malaysia Babydoll Foxx   |
| 8       | Anetra vs. Jax vs. Luxx Noir London | Anetra vs. Jax vs. Luxx Noir London | Anetra vs. Jax vs. Luxx Noir London | The Right Stuff                  | Vanessa Williams                 | Luxx Noir London         |
| Épisode | Candidate                           | vs.                                 | Candidate                           | Chanson                          | Artiste                          | Candidate éliminée       |
| 8       | Anetra                              | vs.                                 | Jax                                 | Finally                          | CeCe Peniston                    | Jax                      |
| 9       | Salina EsTitties                    | vs.                                 | Spice                               | That's What I Want               | Lil Nas X                        | Spice                    |
| 10      | Malaysia Babydoll Foxx              | vs.                                 | Salina EsTitties                    | Single Ladies (Put a Ring on It) | Beyoncé                          | Malaysia Babydoll Foxx   |
| 11      | Anetra                              | vs.                                 | Marcia Marcia Marcia                | Boss Bitch                       | Doja Cat                         | Marcia Marcia Marcia     |
| 12      | Loosey LaDuca                       | vs.                                 | Salina EsTitties                    | Running Up that Hill             | Kate Bush                        | Salina EsTitties         |
| 13      | Loosey LaDuca                       | vs.                                 | Luxx Noir London                    | For The Girls                    | Hayley Kiyoko                    | Loosey LaDuca            |
| 14      | Anetra                              | vs.                                 | Mistress Isabelle Brooks            | When Love Takes Over             | David Guetta ft. Kelly Rowland   | Aucune                   |
| Épisode | Candidate                           | vs.                                 | Candidate                           | Chanson                          | Artiste                          | Gagnante                 |
| 16      | Anetra                              | vs.                                 | Sasha Colby                         | Knock on Wood                    | Amii Stewart                     | Sasha Colby              |

 La candidate a été éliminée après sa première fois en danger d'élimination.
 La candidate a été éliminée après sa deuxième fois en danger d'élimination.
 La candidate a été éliminée après sa troisième fois en danger d'élimination.
 La candidate a été éliminée après sa quatrième fois en danger d'élimination.
 La candidate a conservé sa place dans la compétition lors du tournoi de lip-syncs.
 La candidate a remporté le lip-sync et la saison.

## Juges invités
Cités par ordre d'apparition,, :
- Ariana Grande, chanteuse et actrice américaine ;
- Maren Morris, chanteuse américaine ;
- Amandla Stenberg, actrice et chanteuse américaine ;
- Janelle Monáe, chanteuse et actrice américaine ;
- Megan Statler, comédienne américaine ;
- Harvey Guillén, acteur américain ;
- Julia Garner, actrice américaine ;
- Ali Wong, actrice américaine ;
- Orville Peck, chanteur sud-africain ;
- Hayley Kiyoko, chanteuse américaine.

### Invités spéciaux
Certains invités apparaissent dans les épisodes, mais ne font pas partie du panel de jurés.
Épisode 1
- Albert Sanchez, photographe américain.
- Vivacious, drag queen américaine.

Episode 6
- The Old Gays, personnalités des réseaux sociaux et activistes américains.

Épisode 7
- Danny Trejo, acteur américain.

Épisode 10
- Charo, actrice hispano-américaine ;
- Frankie Grande, acteur et danseur américain ;
- Love Connie, drag queen américaine.

Épisode 12
- Miguel Zárate, chorégraphe américain.

Épisode 13
- Claudia Norvina Soare, businesswoman américaine.

Épisode 14
- Miguel Zárate, chorégraphe américain.

Épisode 15
- Aquaria, drag queen américaine ;
- Asia O'Hara, drag queen américaine ;
- Coco Montrese, drag queen américaine ;
- DeJa Skye, drag queen américaine ;
- Derrick Barry, drag queen américaine ;
- Kevin Bacon, acteur américain ;
- Maddy Morphosis, drag queen américaine ;
- Susan Bysiewicz, femme politique américaine.

Épisode 16
- Bob Mackie, styliste américain ;
- Jinkx Monsoon, drag queen américaine :
- Kornbread Jeté, drag queen américaine ;
- Leland, compositeur américain ;
- Orville Peck, chanteur sud-africain ;
- Willow Pill, drag queen américaine.

## Épisodes
| GROUPE 1 | CANDIDATE | Anetra             | Aura Mayari   | Irene Dubois  | Luxx Noir London         | Malaysia Babydoll Foxx | Marcia Marcia Marcia | Princess Poppy | Sasha Colby |
| GROUPE 1 | TALENT    | Lip-sync Taekwondo | Danse hip-hop | Comédie       | Lip-sync                 | Lip-sync               | Ballet Comédie       | Lip-sync       | Lip-sync    |
| GROUPE 2 | CANDIDATE | Amethyst           | Jax           | Loosey LaDuca | Mistress Isabelle Brooks | Robin Fierce           | Salina EsTitties     | Spice          | Sugar       |
| GROUPE 2 | TALENT    | Lip-sync           | Lip-sync      | Chant         | Lip-sync                 | Lip-sync               | Lip-sync             | Lip-sync       | Lip-sync    |

| GROUPE    | TEAM ANETRA | TEAM ANETRA      | TEAM ANETRA          | TEAM ANETRA      | TEAM ANETRA | TEAM AMETHYST | TEAM AMETHYST | TEAM AMETHYST | TEAM AMETHYST  | TEAM AMETHYST | TEAM LEFTOVERS | TEAM LEFTOVERS         | TEAM LEFTOVERS           | TEAM LEFTOVERS | TEAM LEFTOVERS |
| --------- | ----------- | ---------------- | -------------------- | ---------------- | ----------- | ------------- | ------------- | ------------- | -------------- | ------------- | -------------- | ---------------------- | ------------------------ | -------------- | -------------- |
| CANDIDATE | Anetra      | Luxx Noir London | Marcia Marcia Marcia | Salina EsTitties | Sasha Colby | Amethyst      | Aura Mayari   | Loosey LaDuca | Princess Poppy | Spice         | Jax            | Malaysia Babydoll Foxx | Mistress Isabelle Brooks | Robin Fierce   | Sugar          |

| GROUPE     | SNATCH GAME 1      | SNATCH GAME 1    | SNATCH GAME 1          | SNATCH GAME 1        | SNATCH GAME 1            | SNATCH GAME 1 | SNATCH GAME 1    | SNATCH GAME 2     | SNATCH GAME 2 | SNATCH GAME 2 | SNATCH GAME 2 | SNATCH GAME 2 | SNATCH GAME 2 | SNATCH GAME 2 |
| ---------- | ------------------ | ---------------- | ---------------------- | -------------------- | ------------------------ | ------------- | ---------------- | ----------------- | ------------- | ------------- | ------------- | ------------- | ------------- | ------------- |
| CANDIDATE  | Anetra             | Luxx Noir London | Malaysia Babydoll Foxx | Marcia Marcia Marcia | Mistress Isabelle Brooks | Robin Fierce  | Salina EsTitties | Amethyst          | Aura Mayari   | Jax           | Loosey LaDuca | Sasha Colby   | Spice         | Sugar         |
| PERSONNAGE | « Gorgena Ramsay » | Amanda LePore    | Saucy Santana          | Tim Gunn             | Rosie O'Donnell          | Karen Huger   | Vierge Marie     | Patricia Krentcil | Bretman Rock  | Mona Lisa     | Joan Rivers   | Jan Crouch    | Miley Cyrus   | Trisha Paytas |

| MAISON    | HOUSE OF VISAGE | HOUSE OF VISAGE | HOUSE OF VISAGE  | HOUSE OF VISAGE          | HOUSE OF VISAGE | HOUSE OF KRESSLEY | HOUSE OF KRESSLEY | HOUSE OF KRESSLEY | HOUSE OF KRESSLEY | HOUSE OF MATHEWS | HOUSE OF MATHEWS       | HOUSE OF MATHEWS     | HOUSE OF MATHEWS |
| --------- | --------------- | --------------- | ---------------- | ------------------------ | --------------- | ----------------- | ----------------- | ----------------- | ----------------- | ---------------- | ---------------------- | -------------------- | ---------------- |
| CANDIDATE | Amethyst        | Aura Mayari     | Luxx Noir London | Mistress Isabelle Brooks | Spice           | Anetra            | Jax               | Robin Fierce      | Salina EsTitties  | Loosey LaDuca    | Malaysia Babydoll Foxx | Marcia Marcia Marcia | Sasha Colby      |

| GENRE MUSICAL | COUNTRY          | COUNTRY              | COUNTRY                  | COUNTRY          | HEAVY METAL | HEAVY METAL            | HEAVY METAL | HEAVY METAL | HIP-HOP | HIP-HOP | HIP-HOP       | HIP-HOP      |
| ------------- | ---------------- | -------------------- | ------------------------ | ---------------- | ----------- | ---------------------- | ----------- | ----------- | ------- | ------- | ------------- | ------------ |
| CANDIDATE     | Luxx Noir London | Marcia Marcia Marcia | Mistress Isabelle Brooks | Salina EsTitties | Aura Mayari | Malaysia Babydoll Foxx | Sasha Colby | Spice       | Anetra  | Jax     | Loosey LaDuca | Robin Fierce |

| CANDIDATE | Anetra                  | Loosey LaDuca          | Luxx Noir London       | Malaysia Babydoll Foxx | Marcia Marcia Marcia   | Mistress Isabelle Brooks | Salina EsTitties        | Sasha Colby            | Spice                   |
| BALL      | Saison 5 The Sugar Ball | Saison 13 The Bag Ball | Saison 3 The Hair Ball | Saison 3 The Hair Ball | Saison 13 The Bag Ball | Saison 12 The Ball Ball  | Saison 3 The Money Ball | Saison 13 The Bag Ball | Saison 12 The Ball Ball |

| PERSONNALITÉ        | LOVE CONNIE                | LOVE CONNIE              | LOVE CONNIE        | CHARO                 | CHARO           | FRANKIE GRANDE       | FRANKIE GRANDE | FRANKIE GRANDE               |
| ------------------- | -------------------------- | ------------------------ | ------------------ | --------------------- | --------------- | -------------------- | -------------- | ---------------------------- |
| CANDIDATE           | Luxx Noir London           | Mistress Isabelle Brooks | Salina EsTitties   | Marcia Marcia Marcia  | Sasha Colby     | Anetra               | Loosey LaDuca  | Malaysia Babydoll Foxx       |
| RÉFÉRENCE À BEYONCÉ | 2006 Kennedy Center Honors | 2001 Grammy Awards       | 2004 Grammy Awards | 2017 TIDAL X Brooklyn | 2006 BET Awards | 2014 On The Run Tour | 2011 MTV VMAs  | 2017 Global Citizen Festival |

| CANDIDATE                              | ANETRA             | LUXX NOIR LONDON | MISTRESS ISABELLE BROOKS | SASHA COLBY           |
| -------------------------------------- | ------------------ | ---------------- | ------------------------ | --------------------- |
| NOMBRE DE VICTOIRES                    | 3                  | 2                | 1                        | 4                     |
| ÉPISODE(S)                             | Épisodes 1, 12, 13 | Épisodes 5, 11   | Épisode 7                | Épisodes 2, 9, 10, 14 |
| NOMBRE DE FOIS EN DANGER D'ÉLIMINATION | 2                  | 1                | 1                        | 0                     |
| ÉPISODE(S)                             | Épisodes 11, 14    | Épisode 13       | Épisode 14               | —                     |